# Världscupen i simning 2021
Världscupen i simning 2021 bestod av fyra olika tävlingar anordnade av FINA som avgjordes i oktober 2021. Denna upplaga simmades i kortbana (bassäng på 25 meter).

## Tävlingar
Världscupen i simning 2021 bestod av följande fyra tävlingar.
| Tävling | Datum         | Ort              | Arena                                       | Resultat |
| ------- | ------------- | ---------------- | ------------------------------------------- | -------- |
| 1       | 1–3 oktober   | Berlin, Tyskland | Schwimm- und Sprunghalle im Europasportpark | [ 2 ]    |
| 2       | 7–9 oktober   | Budapest, Ungern | Donau Arena                                 | [ 3 ]    |
| 3       | 21–23 oktober | Doha, Qatar      | Hamad Aquatic Centre                        | [ 4 ]    |
| 4       | 28–30 oktober | Kazan, Ryssland  | Palace of Water Sports                      | [ 5 ]    |

## Tabell

### Herrar
| Placering | Namn                    | Nationalitet  | Poäng    | Poäng  | Poäng | Poäng    | Totalt |
| Placering | Namn                    | Nationalitet  | Tyskland | Ungern | Qatar | Ryssland | Totalt |
| --------- | ----------------------- | ------------- | -------- | ------ | ----- | -------- | ------ |
| 1         | Matthew Sates           | Sydafrika     | 58,2     | 57,5   | 55,7  | 55,6     | 227,0  |
| 2         | Tom Shields             | USA           | 56,2     | 58,1   | 54,7  | 55,4     | 224,4  |
| 3         | Arno Kamminga           | Nederländerna | 57,8     | 56,0   | 55,9  | 54,4     | 224,1  |
| 4         | Kyle Chalmers           | Australien    | 55,7     | 55,7   | 54,0  | 54,4     | 219,8  |
| 5         | Danas Rapšys            | Litauen       | 51,4     | 47,9   | 49,0  | 50,3     | 198,6  |
| 6         | Fabian Schwingenschlögl | Tyskland      | 49,0     | 48,7   | 46,2  | 49,8     | 193,7  |
| 7         | Szebasztián Szabó       | Ungern        | 48,7     | 46,2   | 48,3  | 49,5     | 192,7  |
| 8         | Yakov Toumarkin         | Israel        | 47,3     | 46,6   | 44,8  | 43,3     | 182,0  |

### Damer
| Placering | Namn              | Nationalitet  | Poäng    | Poäng  | Poäng | Poäng    | Totalt |
| Placering | Namn              | Nationalitet  | Tyskland | Ungern | Qatar | Ryssland | Totalt |
| --------- | ----------------- | ------------- | -------- | ------ | ----- | -------- | ------ |
| 1         | Emma McKeon       | Australien    | 55,8     | 58,3   | 55,9  | 58,3     | 228,3  |
| 2         | Kira Toussaint    | Nederländerna | 52,8     | 58,1   | 58,3  | 58,2     | 227,4  |
| 3         | Madison Wilson    | Australien    | 50,6     | 50,7   | 55,0  | 52,8     | 209,1  |
| 4         | Maria Ugolkova    | Schweiz       | 33,3     | 56,0   | 54,3  | 54,7     | 198,3  |
| 5         | Zsuzsanna Jakabos | Ungern        | 41,5     | 46,2   | 53,4  | 52,0     | 193,1  |
| 6         | Holly Barratt     | Australien    | 44,5     | 47,9   | 48,6  | 51,4     | 192,4  |
| 7         | Michelle Coleman  | Sverige       | 43,2     | 48,1   | 49,8  | 48,6     | 189,7  |
| 8         | Leah Neale        | Australien    | 13,7     | 42,4   | 41,3  | 52,5     | 149,9  |

## Resultat

### 50 m frisim
| Tävling  | Herrar           | Herrar       | Herrar | Damer               | Damer         | Damer |
| Tävling  | Vinnare          | Nationalitet | Tid    | Vinnare             | Nationalitet  | Tid   |
| -------- | ---------------- | ------------ | ------ | ------------------- | ------------- | ----- |
| Berlin   | Kyle Chalmers    | Australien   | 21,01  | Emma McKeon         | Australien    | 23,56 |
| Budapest | Kyle Chalmers    | Australien   | 20,97  | Emma McKeon         | Australien    | 23,50 |
| Doha     | Vladimir Morozov | Ryssland     | 20,89  | Ranomi Kromowidjojo | Nederländerna | 23,46 |
| Kazan    | Kyle Chalmers    | Australien   | 20,68  | Emma McKeon         | Australien    | 23,53 |

### 100 m frisim
| Tävling  | Herrar        | Herrar       | Herrar     | Damer       | Damer        | Damer       |
| Tävling  | Vinnare       | Nationalitet | Tid        | Vinnare     | Nationalitet | Tid         |
| -------- | ------------- | ------------ | ---------- | ----------- | ------------ | ----------- |
| Berlin   | Kyle Chalmers | Australien   | 45,73      | Emma McKeon | Australien   | 50,96       |
| Budapest | Kyle Chalmers | Australien   | 45,50      | Emma McKeon | Australien   | 50,58 =0MR0 |
| Doha     | Kyle Chalmers | Australien   | 45,03      | Emma McKeon | Australien   | 51,15       |
| Kazan    | Kyle Chalmers | Australien   | 44,84 0VR0 | Emma McKeon | Australien   | 50,67       |

### 200 m frisim
| Tävling  | Herrar        | Herrar       | Herrar        | Damer          | Damer        | Damer   |
| Tävling  | Vinnare       | Nationalitet | Tid           | Vinnare        | Nationalitet | Tid     |
| -------- | ------------- | ------------ | ------------- | -------------- | ------------ | ------- |
| Berlin   | Matthew Sates | Sydafrika    | 1.40,65 0VRJ0 | Madison Wilson | Australien   | 1.54,00 |
| Budapest | Matthew Sates | Sydafrika    | 1.41,51       | Madison Wilson | Australien   | 1.53,82 |
| Doha     | Hwang Sun-woo | Sydkorea     | 1.41,17       | Madison Wilson | Australien   | 1.53,54 |
| Kazan    | Matthew Sates | Sydafrika    | 1.41,73       | Madison Wilson | Australien   | 1.53,63 |
| Kazan    | Danas Rapšys  | Litauen      | 1.41,73       | Madison Wilson | Australien   | 1.53,63 |

### 400 m frisim
| Tävling  | Herrar        | Herrar       | Herrar        | Damer             | Damer        | Damer   |
| Tävling  | Vinnare       | Nationalitet | Tid           | Vinnare           | Nationalitet | Tid     |
| -------- | ------------- | ------------ | ------------- | ----------------- | ------------ | ------- |
| Berlin   | Danas Rapšys  | Litauen      | 3.38,19       | Isabel Marie Gose | Tyskland     | 4.00,33 |
| Budapest | Matthew Sates | Sydafrika    | 3.37,92 0VRJ0 | Isabel Marie Gose | Tyskland     | 4.00,57 |
| Doha     | Matthew Sates | Sydafrika    | 3.38,64       | Madison Wilson    | Australien   | 4.03,58 |
| Kazan    | Matthew Sates | Sydafrika    | 3.38,28       | Leah Neale        | Australien   | 4.01,73 |

### 1500 m (herrar) / 800 m (damer) frisim
| Tävling  | Herrar (1500 m)   | Herrar (1500 m) | Herrar (1500 m) | Damer (800 m)     | Damer (800 m) | Damer (800 m) |
| Tävling  | Vinnare           | Nationalitet    | Tid             | Vinnare           | Nationalitet  | Tid           |
| -------- | ----------------- | --------------- | --------------- | ----------------- | ------------- | ------------- |
| Berlin   | Florian Wellbrock | Tyskland        | 14.35,23        | Cavan Gormsen     | USA           | 8.22,16       |
| Budapest | Florian Wellbrock | Tyskland        | 14.42,70        | Cavan Gormsen     | USA           | 8.16,76       |
| Doha     | Kim Woo-min       | Sydkorea        | 14.44,58        | Simona Quadarella | Italien       | 8.21,41       |
| Kazan    | Aleksei Rtishchev | Ryssland        | 14.47,27        | Leah Neale        | Australien    | 8.22,53       |

### 50 m ryggsim
| Tävling  | Herrar           | Herrar       | Herrar | Damer          | Damer         | Damer      |
| Tävling  | Vinnare          | Nationalitet | Tid    | Vinnare        | Nationalitet  | Tid        |
| -------- | ---------------- | ------------ | ------ | -------------- | ------------- | ---------- |
| Berlin   | Christian Diener | Tyskland     | 23,29  | Kira Toussaint | Nederländerna | 25,81 0MR0 |
| Budapest | Kristóf Milák    | Ungern       | 23,08  | Kira Toussaint | Nederländerna | 26,07      |
| Doha     | Pieter Coetze    | Sydafrika    | 23,13  | Kira Toussaint | Nederländerna | 25,93      |
| Kazan    | Pavel Samusenko  | Ryssland     | 22,90  | Kira Toussaint | Nederländerna | 25,87      |

### 100 m ryggsim
| Tävling  | Herrar             | Herrar       | Herrar | Damer          | Damer         | Damer |
| Tävling  | Vinnare            | Nationalitet | Tid    | Vinnare        | Nationalitet  | Tid   |
| -------- | ------------------ | ------------ | ------ | -------------- | ------------- | ----- |
| Berlin   | Christian Diener   | Tyskland     | 50,32  | Louise Hansson | Sverige       | 56,03 |
| Budapest | Tom Shields        | USA          | 50,50  | Kira Toussaint | Nederländerna | 55,72 |
| Doha     | Pieter Coetze      | Sydafrika    | 50,86  | Kira Toussaint | Nederländerna | 55,79 |
| Kazan    | Kliment Kolesnikov | Ryssland     | 49,47  | Kira Toussaint | Nederländerna | 55,42 |

### 200 m ryggsim
| Tävling  | Herrar           | Herrar       | Herrar  | Damer          | Damer         | Damer   |
| Tävling  | Vinnare          | Nationalitet | Tid     | Vinnare        | Nationalitet  | Tid     |
| -------- | ---------------- | ------------ | ------- | -------------- | ------------- | ------- |
| Berlin   | Christian Diener | Tyskland     | 1.51,19 | Kira Toussaint | Nederländerna | 2.03,44 |
| Budapest | Hubert Kós       | Ungern       | 1.52,79 | Kira Toussaint | Nederländerna | 2.02,09 |
| Doha     | Pieter Coetze    | Sydafrika    | 1.52,09 | Kira Toussaint | Nederländerna | 2.02,12 |
| Kazan    | Aleksei Tkachev  | Ryssland     | 1.51,34 | Kira Toussaint | Nederländerna | 2.03,51 |

### 50 m bröstsim
| Tävling  | Herrar                  | Herrar        | Herrar | Damer              | Damer        | Damer |
| Tävling  | Vinnare                 | Nationalitet  | Tid    | Vinnare            | Nationalitet | Tid   |
| -------- | ----------------------- | ------------- | ------ | ------------------ | ------------ | ----- |
| Berlin   | Arno Kamminga           | Nederländerna | 26,00  | Anastasia Gorbenko | Israel       | 29,61 |
| Budapest | Peter John Stevens      | Slovenien     | 26,22  | Nika Godun         | Ryssland     | 29,81 |
| Doha     | Arno Kamminga           | Nederländerna | 26,10  | Julija Jefimova    | Ryssland     | 30,11 |
| Doha     | Peter John Stevens      | Slovenien     | 26,10  | Julija Jefimova    | Ryssland     | 30,11 |
| Kazan    | Fabian Schwingenschlögl | Tyskland      | 25,88  | Nika Godun         | Ryssland     | 29,64 |

### 100 m bröstsim
| Tävling  | Herrar        | Herrar        | Herrar | Damer              | Damer        | Damer   |
| Tävling  | Vinnare       | Nationalitet  | Tid    | Vinnare            | Nationalitet | Tid     |
| -------- | ------------- | ------------- | ------ | ------------------ | ------------ | ------- |
| Berlin   | Arno Kamminga | Nederländerna | 56,72  | Anastasia Gorbenko | Israel       | 1.04,44 |
| Budapest | Arno Kamminga | Nederländerna | 56,08  | Nika Godun         | Ryssland     | 1.04,71 |
| Doha     | Arno Kamminga | Nederländerna | 56,35  | Julija Jefimova    | Ryssland     | 1.06,08 |
| Kazan    | Arno Kamminga | Nederländerna | 55,82  | Julija Jefimova    | Ryssland     | 1.04,56 |

### 200 m bröstsim
| Tävling  | Herrar        | Herrar        | Herrar  | Damer                  | Damer        | Damer   |
| Tävling  | Vinnare       | Nationalitet  | Tid     | Vinnare                | Nationalitet | Tid     |
| -------- | ------------- | ------------- | ------- | ---------------------- | ------------ | ------- |
| Berlin   | Arno Kamminga | Nederländerna | 2.01,92 | Kristýna Horská        | Tjeckien     | 2.21,07 |
| Budapest | Arno Kamminga | Nederländerna | 2.02,07 | Viktoriya Zeynep Güneş | Turkiet      | 2.22,23 |
| Doha     | Daiya Seto    | Japan         | 2.01,65 | Julija Jefimova        | Ryssland     | 2.22,19 |
| Kazan    | Daiya Seto    | Japan         | 2.01,49 | Vitalina Simonova      | Ryssland     | 2.19,22 |

### 50 m fjärilsim
| Tävling  | Herrar            | Herrar       | Herrar | Damer               | Damer         | Damer |
| Tävling  | Vinnare           | Nationalitet | Tid    | Vinnare             | Nationalitet  | Tid   |
| -------- | ----------------- | ------------ | ------ | ------------------- | ------------- | ----- |
| Berlin   | Tom Shields       | USA          | 22,09  | Holly Barratt       | Australien    | 24,77 |
| Budapest | Tom Shields       | USA          | 21,99  | Emma McKeon         | Australien    | 24,97 |
| Doha     | Tom Shields       | USA          | 22,22  | Ranomi Kromowidjojo | Nederländerna | 24,74 |
| Kazan    | Szebasztián Szabó | Ungern       | 21,97  | Holly Barratt       | Australien    | 24,75 |

### 100 m fjärilsim
| Tävling  | Herrar      | Herrar       | Herrar | Damer           | Damer        | Damer |
| Tävling  | Vinnare     | Nationalitet | Tid    | Vinnare         | Nationalitet | Tid   |
| -------- | ----------- | ------------ | ------ | --------------- | ------------ | ----- |
| Berlin   | Tom Shields | USA          | 48,67  | Maggie Mac Neil | Kanada       | 55,30 |
| Budapest | Tom Shields | USA          | 48,83  | Linnea Mack     | USA          | 56,77 |
| Doha     | Tom Shields | USA          | 49,46  | Emma McKeon     | Australien   | 55,83 |
| Kazan    | Tom Shields | USA          | 49,20  | Emma McKeon     | Australien   | 55,63 |

### 200 m fjärilsim
| Tävling  | Herrar       | Herrar       | Herrar  | Damer             | Damer        | Damer   |
| Tävling  | Vinnare      | Nationalitet | Tid     | Vinnare           | Nationalitet | Tid     |
| -------- | ------------ | ------------ | ------- | ----------------- | ------------ | ------- |
| Berlin   | Chad le Clos | Sydafrika    | 1.50,32 | Tess Howley       | USA          | 2.06,09 |
| Budapest | Tom Shields  | USA          | 1.51,18 | Maria Ugolkova    | Schweiz      | 2.06,44 |
| Doha     | Daiya Seto   | Japan        | 1.49,76 | Zsuzsanna Jakabos | Ungern       | 2.06,23 |
| Kazan    | Tom Shields  | USA          | 1.52,42 | Zsuzsanna Jakabos | Ungern       | 2.05,88 |

### 100 m medley
| Tävling  | Herrar        | Herrar       | Herrar | Damer              | Damer        | Damer |
| Tävling  | Vinnare       | Nationalitet | Tid    | Vinnare            | Nationalitet | Tid   |
| -------- | ------------- | ------------ | ------ | ------------------ | ------------ | ----- |
| Berlin   | Matthew Sates | Sydafrika    | 51,78  | Anastasia Gorbenko | Israel       | 57,90 |
| Budapest | Matthew Sates | Sydafrika    | 51,77  | Maria Ugolkova     | Schweiz      | 58,81 |
| Doha     | Daiya Seto    | Japan        | 51,56  | Maria Ugolkova     | Schweiz      | 58,82 |
| Kazan    | Daiya Seto    | Japan        | 51,29  | Maria Ugolkova     | Schweiz      | 58,47 |

### 200 m medley
| Tävling  | Herrar        | Herrar       | Herrar        | Damer          | Damer        | Damer   |
| Tävling  | Vinnare       | Nationalitet | Tid           | Vinnare        | Nationalitet | Tid     |
| -------- | ------------- | ------------ | ------------- | -------------- | ------------ | ------- |
| Berlin   | Matthew Sates | Sydafrika    | 1.51,45 0VRJ0 | Maria Ugolkova | Schweiz      | 2.08,01 |
| Budapest | Matthew Sates | Sydafrika    | 1.53,43       | Maria Ugolkova | Schweiz      | 2.06,99 |
| Doha     | Matthew Sates | Sydafrika    | 1.52,32       | Maria Ugolkova | Schweiz      | 2.07,21 |
| Kazan    | Daiya Seto    | Japan        | 1.50,66 0MR0  | Maria Ugolkova | Schweiz      | 2.06,59 |

### 400 m medley
| Tävling  | Herrar        | Herrar       | Herrar  | Damer             | Damer        | Damer   |
| Tävling  | Vinnare       | Nationalitet | Tid     | Vinnare           | Nationalitet | Tid     |
| -------- | ------------- | ------------ | ------- | ----------------- | ------------ | ------- |
| Berlin   | Matthew Sates | Sydafrika    | 4.01,98 | Zsuzsanna Jakabos | Ungern       | 4.31,15 |
| Budapest | Matthew Sates | Sydafrika    | 4.04,21 | Ilaria Cusinato   | Italien      | 4.31,35 |
| Doha     | Daiya Seto    | Japan        | 4.01,97 | Zsuzsanna Jakabos | Ungern       | 4.31,78 |
| Kazan    | Daiya Seto    | Japan        | 3.57,85 | Zsuzsanna Jakabos | Ungern       | 4.30,38 |

### 4 × 50 m mixed stafett
| Tävling  | 4 × 50 m mixed frisim                                                    | 4 × 50 m mixed frisim       | 4 × 50 m mixed frisim | 4 × 50 m mixed medley                                                     | 4 × 50 m mixed medley | 4 × 50 m mixed medley |
| Tävling  | Vinnare                                                                  | Nationalitet                | Tid                   | Vinnare                                                                   | Nationalitet          | Tid                   |
| -------- | ------------------------------------------------------------------------ | --------------------------- | --------------------- | ------------------------------------------------------------------------- | --------------------- | --------------------- |
| Berlin   | Daniel Diehl Quintin McCarty Kristina Paegle Carly Novelline             | USA                         | 1.31,50               | Christian Diener Fabian Schwingenschlögl Angelina Köhler Annika Bruhn     | Tyskland              | 1.39,17               |
| Budapest | Daniel Diehl Quintin McCarty Kristina Paegle Anna Moesch                 | USA                         | 1.32,34               | Quintin McCarty Zhier Fan Charlotte Hook Kristina Paegle                  | USA                   | 1.41,21 0MR0          |
| Kazan    | Daniil Markov Aleksandr Borovtsov Anita Grishchenko Viktoriia Starostina | Novosibirsk oblast Ryssland | 1.33,73               | Stepan Kalabin Vsevolod Zanko Anastasiia Zhuravleva Rozalija Nasretdinova | Moskva Ryssland       | 1.40,60               |